# 布拉奈
布拉奈（法語：Brannay，法語發音：[bʁanɛ]）是法国约讷省的一个市镇，属于桑斯区。

## 地理
布拉奈（48°13'50"N, 3°7'3"E）面积10.81 平方千米，位于法国勃艮第-弗朗什-孔泰大區约讷省，该省份为法国中北部内陆省份，西接卢瓦雷省，西北接塞纳-马恩省，南至涅夫勒省，东临科多尔省，东北与奥布省接壤。
与布拉奈接壤的市镇（或旧市镇、城区）包括：利克西、多洛、圣塞罗坦、圣瓦莱里安、维勒布吉。

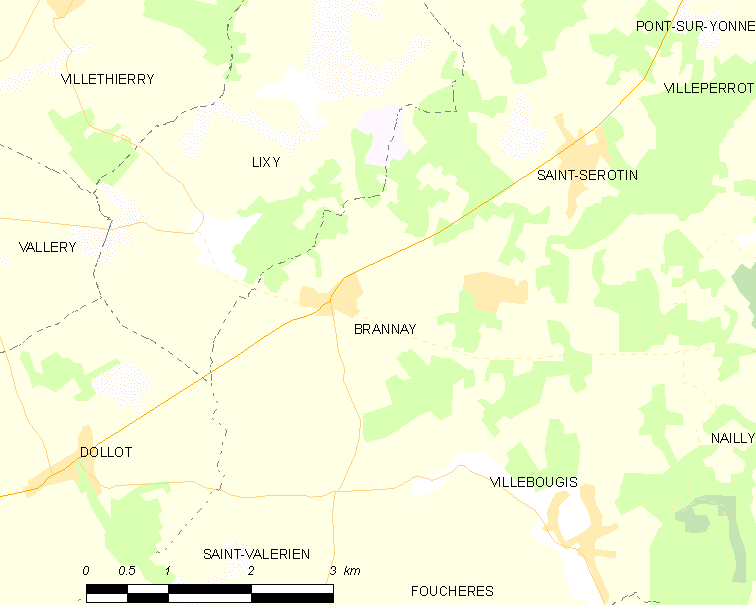
布拉奈的OSM定位图

布拉奈的时区为UTC+01:00、UTC+02:00（夏令时）。

## 行政
布拉奈的邮政编码为89150，INSEE市镇编码为89054。

## 政治
布拉奈所属的省级选区为勃艮第地区加蒂奈县。

## 人口

1962-2008年间布拉奈人口变化图示

布拉奈于2022年1月1日时的人口数量为778人。